# Lebiasina bimaculata
Lebiasina bimaculata är en fiskart som beskrevs av Valenciennes, 1847. Lebiasina bimaculata ingår i släktet Lebiasina och familjen Lebiasinidae. Inga underarter finns listade i Catalogue of Life.